# Essex Junior
Essex Junior – slup wojenny, uprzednio amerykański statek wielorybniczy "Atlantic" (dowódca Obadiah Web, lub Obed Wyer z Nantucket), przejęty przez fregatę USS "Essex", dowodzoną przez komandora Davida Portera, u wybrzeży Galapagos 29 kwietnia 1813 roku. Porter postanowił wykorzystać "Atlantic" jako jednostkę zaopatrzeniową o nazwie "Essex Junior", a dowódcą mianował komandora porucznika Johna Downesa. Brytyjczycy zajęli tę jednostkę 28 marca 1814 roku, gdy zdobyli pod Valparaíso "Essexa", a następnie odesłali ją, w geście dobrej woli, do Nowego Jorku z jeńcami wziętymi w bitwie.

## Atlantic
Od roku 1804 do sierpnia 1806 Obadiah Web żeglował myśliwskim statkiem wielorybniczym "Fame" po Pacyfiku i dostarczył do Nantucket 1000 beczek wielorybiego oleju, ale w lipcu 1813 roku, podczas piątej wyprawy wielorybniczej "Fame" (dowódcą był wówczas Job Coffin) został wzięty jako pryz przez okręt brytyjski HMS "Mercury". Na początku 1813 roku Obadiah Web wyszedł w morze z Nantucket na pokładzie statku wielorybniczego "Atlantic". Podczas polowania na wieloryby u wybrzeżu Wysp Galapagos "Atlantic" został zatrzymany i aresztowany dla celów wojennych przez USS "Essex". Ponieważ "Atlantic" był przystosowany do zamontowania dwudziestu dział, ale miał ich tylko sześć, Porter dozbroił statek czterema działami 6-funtowymi i dodatkowo dziesięcioma 18-funtowymi karonadami. Zaokrętował również 60 oficerów i marynarzy.

## Starcie z Royal Navy
Po opuszczeniu zachodnich wybrzeży Ameryki Południowej "Essex Junior" udał się wraz z "Essexem" na wyspę Nuku Hiva w archipelagu Markizów, gdzie dokonano niezbędnych przeróbek. 12 grudnia oba okręty Portera opuściły Nuku Hivę i miesiąc później znalazły się u brzegów Chile.
8 lutego 1814 roku brytyjskie okręty HMS "Phoebe" i HMS "Cherub" przybyły na wody przybrzeżne neutralnego miasta portowego Valparaíso, gdzie kotwiczył "Essex" wraz ze swymi pryzami. Brytyjczycy blokowali "Essexa" przez sześć tygodni, aż wreszcie, 28 marca, Porter zdecydował się wymknąć prześladowcom i uciec na pełne morze, ale próba nie powiodła się. Gwałtowny szkwał złamał główny maszt "Essexa", zaś "Phoebe" i "Cherub" zmusiły amerykański okręt do bitwy, która zakończyła się przegraną "Essexa". "Essex Junior" również wpadł w ręce Brytyjczyków.
W wyniku wymiany ognia "Phoebe" stracił czterech zabitych (w tym jednego oficera) i siedmiu rannych. Na "Cherubie" był jeden zabity i trzech rannych (w tym dowódca). Zgodnie z brytyjskim raportem "Essex" miał 24 zabitych i 45 rannych, jednak Amerykanie informowali o większych stratach. Porucznik Pearson z "Phoebe" dowodził załogą pryzową, która doprowadziła "Essexa" do Anglii, za co otrzymał awans na komandora porucznika.
"Essex Junior" został użyty przez zwycięzców jako „statek dobrej woli”, którym przetransportowano jeńców wziętych pod Valparaíso do Nowego Jorku. tuż przed osiągnięciem portu przeznaczenia "Essex Junior" został zatrzymany przez okręty brytyjskie. Zdaniem Portera było to pogwałceniem umowy podpisanej przez komandora Hillyera z "Phoebe" i nawet planował ucieczkę na brzeg. Ostatecznie Brytyjczycy uwolnili zdobycz i "Essex Junior" skierował się do portu mijając kilka nadbrzeżnych fortów, których załogi − myśląc że mają do czynienia z nieprzyjacielską jednostką − ostrzelały go, jednak bezskutecznie.
Po przybyciu do Nowego Jorku w lipcu 1814 roku, "Essex Junior" został zajęty przez lokalnego marshala, zakwalifikowany do kasacji i 26 sierpnia sprzedany na aukcji za 25 000 USD.